# Some Velvet Morning
Some Velvet Morning est un groupe de rock londonien issu du label My Major Company,. Leur premier album Silence Will Kill You est sorti en 2007.

## Membres du groupe
- Desmond Lambert (chanteur/guitariste)
- Rob Flanagan (batteur)
- Gavin Lambert (bassiste/choriste)

## Discographie

### Singles
- Losing My Mind (2006)
- Settle Down (2007)
- Pretty Girl (24/09/2007)
- Propaganda (11/02/2008)
- How to Start a Revolution (2008)
- How to Start a Revolution (24/05/2010)
- Don't Think (31/10/2011)
- How to Start a Revolution (15/04/2012)

## Albums
- Silence Will Kill You (2007)
- Allies (2012)